# Дзивгисская крепость
Дзивгисская наскальная (пещерная, предпещерная) крепость (осет. Дзывгъисы фидар) — комплекс оборонительных сооружений разной степени сохранности, расположенный в почти опустевшем североосетинском селении Дзивгис. Дзивгисский комплекс состоит из 6 пещер различной величины, к которым пристроены каменные укрепления.

## История
Сохранились 6 предпещерных жилых башен. Базой дзивгисских скальных жилищ послужили естественные выемки, проделанные в известняковых скалах водой и ветром. Укрепления, сложенные из местного камня и поросшие густой растительностью, выглядят единым целым с «материнской» горой Кариу-хох, несмотря на очевидную рукотворность сооружения. Пещеры заложены стенами из камней, скреплённых крепким раствором. Постройки расположены на различных высотах, но в одной плоскости. Есть пещеры, где могли разместиться не менее сотни человек.
В 1614 году, войска шаха Абасса прибыли в Никози и были отправленны на завоевание Осетии. Через Дарьяльское ущелье они дошли до горной части Осетии. Существует предание, что дзивгисские укрепления в XVI веке преградили дорогу в Куртатинское ущелье персидскому шаху Аббасу I. Из-за сильного сопротивления войска шаха были вынуждены отсупить.
Главное укрепление отличается значительными размерами располагается на нижнем уровне; доступ в него возможен по выложенной из камня лестнице. Во все прочие постройки имелся проход из соседних — по высеченным в скалах тропкам и навесным лестницам, убиравшимся в случае необходимости. Поэтому в ходе боя сообщение между укреплениями было невозможно, и каждое из них становилось автономным очагом обороны. Пещера заканчивается глубоким «карманом», который упирается в тупик на отметке 65 метров.
В 1912 г. укрепления посетила группа исследователей, один из которых — есаул Панкратов Ф. С. (псевдоним Гребенец) — оставил записки об увиденном.